# Mạc Hiển Tích
Mạc Hiển Tích (chữ Hán: 莫顯績 1060—1189) là người đỗ đầu tại khoa thi năm Quảng Hựu thứ 2 (Bính Dần, 1086) thời vua Lý Nhân Tông.
Quê ông ở làng Lũng Động, huyện Chí Linh (nay thuộc xã Nam Tân, huyện Nam Sách, tỉnh Hải Dương). Sau khi thi đỗ ông được bổ làm Hàn lâm học sĩ rồi thăng lên đến Thượng thư.
Lưỡng quốc trạng nguyên Mạc Đĩnh Chi là cháu 5 đời của ông.

## Nghi vấn
Đại Việt sử lược chép rằng:
Năm Kỷ Dậu [năm 1189 - ND] là năm Thiên Tư Gia Thụy thứ 4... Nhà vua sai Thái phó là Ngô Lý Tín, Đô quan lang trung là Lê Năng Trường xét xử về cái vụ tranh tụng quan Thiếu sư là Mạc Hiển Tích. Bọn Lê Năng Trường sợ Mạc Hiển Tích nên không dám tìm tòi tra xét. Người trong nước cười giễu rằng: Ngô phụ quốc là Lan, Lê đô quan là Kích. Xét xử một vụ kiện tụng Mạc Hiển Tích mà chỉ bàn loanh quanh rồi thôi. Lúc bấy giờ vua thì còn nhỏ tuổi, Mạc Hiển Tích lại tư thông với bà Thái hậu. Cho nên đương thời bấy giờ người ta sợ Hiển Tích là như vậy. Lan, Kích là tên hai người cuồng...
Điều này xem ra đáng ngờ do ông đỗ thủ khoa năm 1086 theo như Đại Việt Sử ký Toàn thư đã chép. Nếu ông đỗ khi khoảng 20 tuổi thì từ 1086 tới 1189 đã trên 103 năm, nghĩa là ông phải cỡ 120 tuổi, khó có thể còn cường tráng để tư thông với Thái hậu.